# Ivan Ruller
Ivan Ruller (17. listopadu 1926 Brno – 25. března 2018 tamtéž) byl český architekt a po sametové revoluci děkan Fakulty architektury VUT v Brně.

## Život
Narodil se v rodině významného brněnského stavitele Čeňka Rullera. Vystudoval architekturu na Vysoké škole technické Dr. Edvarda Beneše (dnešní VUT), krátce byl asistentem Bedřicha Rozehnala a Bohuslava Fuchse a poté pracoval v různých architektonických kancelářích. Silně jej ovlivnil funkcionalismus a moderna. Do architektury často začleňoval výtvarná díla a úzce spolupracoval s celou řadou umělců, jako byli mimo jiné Bohumír Matal, Olbram Zoubek, Stanislav Libenský, Bohdan Lacina, Sylva Lacinová, Zdeněk Makovský či Valér Kováč.
Po roce 1968 čelil perzekuci, nesměl publikovat a byl také vyloučen ze Svazu architektů. Působil tedy v méně oficiálních sdruženích, jako například Blok architektů a výtvarníků nebo sdružení „Q“.
V letech 1990–1994 byl děkanem Fakulty architektury VUT, v roce 1994 získal profesuru. Přestože byla jeho pedagogická činnost úzce svázána právě s VUT, působil i na jiných univerzitách - například na STU v Bratislavě, na Fakultě architektury ČVUT a stál také u zrodu Fakulty architektury Technické univerzity v Liberci. Od roku 1990 měl vlastní architektonickou kancelář. Jeho ateliér před koncem pracoval např. na projektu přestavby brněnského nábřeží Svratky či na přestavbě Rullerovy vlastní židenické obřadní síně. Aktivně se také vyjadřoval k otázce přestavby, resp. odsunu brněnského hlavního nádraží.
Za svou tvorbu získal řadu ocenění - v roce 1994 se stal laureátem Zlaté medaile VUT v Brně, o rok později obdržel Cenu města Brna za celoživotní architektonické dílo a od roku 1997 byl členem saské Akademie věd. V roce 2003 mu byla prezidentem republiky Václavem Klausem udělena medaile za zásluhy 2. stupně v oblasti umění, následovala Grand prix Obce architektů za celoživotní dílo v roce 2004 a cena Vladimíra Karfíka 2013/15 za zásadní přínos v urbanismu a architektuře z roku 2016.
Nebyl jen architekt a pedagog, aktivně se věnoval také sportu. Hrál ragby a od roku 1940 působil jako náčelník a matrikář odboru ragby v SK Moravská Slavia v Brně.
Zemřel koncem března 2018 ve věku 91 let.
Je pohřben v čestném hrobě na Ústředním hřbitově města Brna, náhrobek vytvořil jeho syn Tomáš Ruller (skupina 25e, hrob č. 41).

## Dílo
Výběr:
- Náhrobek Aloise Pokorného, Ústřední hřbitov Brno (1957)
- podíl na projektu Janáčkova divadla, Brno (1960–1965)
- divadlo Gottwaldov Zlín (1961)
- Učiliště Slovnaft, Bratislava (1965–1972)
- administrativní budova Ingstavu, Brno (1968–1970)
- zlatnické družstvo Karát, Brno (1971–1976)
- sportovní hala Rondo, Brno (1972–1981)
- Státní banka, Žďár nad Sázavou (1976–1978)
- výstavní pavilon E na brněnském výstavišti (1977–2000)
- Památník budovatelů přehrady Dalešice (1978–1980)
- interiér Státní banky, Praha-Vysočany (1979–1983)
- obřadní síň na hřbitově v Brně-Židenicích (1979–1983)
- Pomník Jana Skácela, Ústřední hřbitov Brno (1991)
- budova Dopravního podniku města Brna, ul. Tábor, Brno (1993)
- Dvorana Právnické fakulty MU Brno - umístění a sokl sochy Vladimíra Preclíka (1994)
- VZP Kroměříž (1994–1997)
- Úřad práce Kroměříž (1995–1998)
- Základní a střední ekonomická škola, Neveklov (1997–1999)
- Magistrát města Olomouc (2002)
- Hala VUT Pod Palackého Vrchem, Brno (2005–2010)
- Kulturní dům, Hlinsko (2008–2011)

### Zahraniční realizace
- památník deportace otroků, Dakar
- památník obětem fašismu, Osvětim
- dostavba Muzea historie, Tripolis

## Ocenění
- Cena města Brna, 1995[5]
- medaile Za zásluhy o stát v oblasti umění II. stupně, 2003[5]
- cena Obce architektů za celoživotní dílo, 2004
- cena Vladimíra Karfíka 2013/15 za zásadní přínos v urbanismu a architektuře, 2016